# Советские воинские захоронения погибших в Великой Отечественной войне
Идентификация павших, установление судеб и увековечение их имён является важной государственной задачей для стран, принимавших участие во Второй мировой войне. Частью практики памяти стали воинские кладбища.

## Советский период
Захоронения умерших в полевых медицинских учреждениях выполнялись на
территориях рядом с временным расположением этих учреждений при соблюдении порядка погребения военнослужащих, которые умерли от болезней или от полученных ранений. Умершие хоронились обычно в одиночных могилах. Госпиталя не обладали специальными командами для погребения. Условия погребения умерших в этих случаях отличались от условий захоронений на передовых позициях войск. В данном случае имелась возможность в полном объёме исполнить все необходимые мероприятия и обеспечить учёт умерших.
Нередко случаи полного уничтожения или утраты тел погибших советских военнослужащих становились причиной установки на месте или в районе гибели кенотафа и (или) создания символического захоронения.
Представители органов советского военного управления за пределами СССР стремились придать большому числу советских памятных мест особое значение, которое должно выходить за рамки только воинского захоронения. Часто рядом с местом захоронения погибших размещался парк или сквер как места отдыха для тех, за кого погибли военнослужащие, что соответствовало советским воинским традициям. По советским представлениям, войны, которые вёл Советский Союз, были в основном войнами «на жизнь или на смерть». Подобные решения также подтверждали, что гибель военнослужащего ради победы или его самопожертвование не были напрасными.
В Европе существует небольшое число захоронений, где в индивидуальных и братских могилах лежат рядом союзники в борьбе с нацистской Германией. Так, в польском городе Ольштын на улице Шарых Шерегув на созданном в 1945 году кладбище находятся останки советских и польских военнослужащих, а также французских летчиков. Общее число захороненных составляет 5222, из них советских военнослужащих — 4262, польских — 290 и французских — 670.
Сооружение мемориальных захоронений могло начинаться ещё до окончания войны. Так, было создано кладбище советских военнослужащих в польском городе Тшчанка под руководством военного коменданта города посредством укрупнения хаотично расположенных отдельных безымянных могил, а также в результате сбора тел, которые оставались не захороненными похоронены и были в подбитых или сгоревших танках. Биографические данные погибших за освобождение этого города танкистов были нанесены на мемориальные доски. Мавзолей представлял собой «архитектурную композицию из двенадцати круглых бетонных колонн, расположенных на ступенчатом гранитном постаменте, на которых установлена трехгранная крыша». Сооружение его началось ещё до окончания войны — 26 апреля 1945 года, инициатива и проект принадлежали военному коменданту города майору Б. К. Рубцова, и было завершено 15 августа того же года. Под сводами мавзолея были захоронены останки 56 советских военнослужащих, из которых персональные данные известны о 17. В качестве памятника с мавзолеем использовался танк Т-34, который был подбит на этой же площади 27 января 1945 года во время боя за город. Под его гусеницами размещались элементы нацистской свастики с разрушенного немецкого городского памятника.
По документации советского внешнеполитического ведомства в ГДР в середине 1980-х годов реставрация воинских захоронений не требовала существенных финансовых затрат и заключались, преимущественно, в восстановлении общего памятника на воинском захоронении, а также внешнего вида памятников на братских и индивидуальных могилах.

## Постсоветский период

### На территории бывшего СССР
Поиском пропавших без вести бойцов и командиров Красной армии занимаются общественные поисковые объединения на всей территории бывшего СССР, в том числе на местах сражений Великой Отечественной войны. В ходе этих работ часто обнаруживают и останки солдат армий противников — немцев, венгров, румын, итальянцев и других, обычно также считающихся пропавшими без вести. Опознание выполняется по сохранившимся фрагментам униформы и снаряжения, иногда по личным опознавательным знакам — металлическим жетонам.

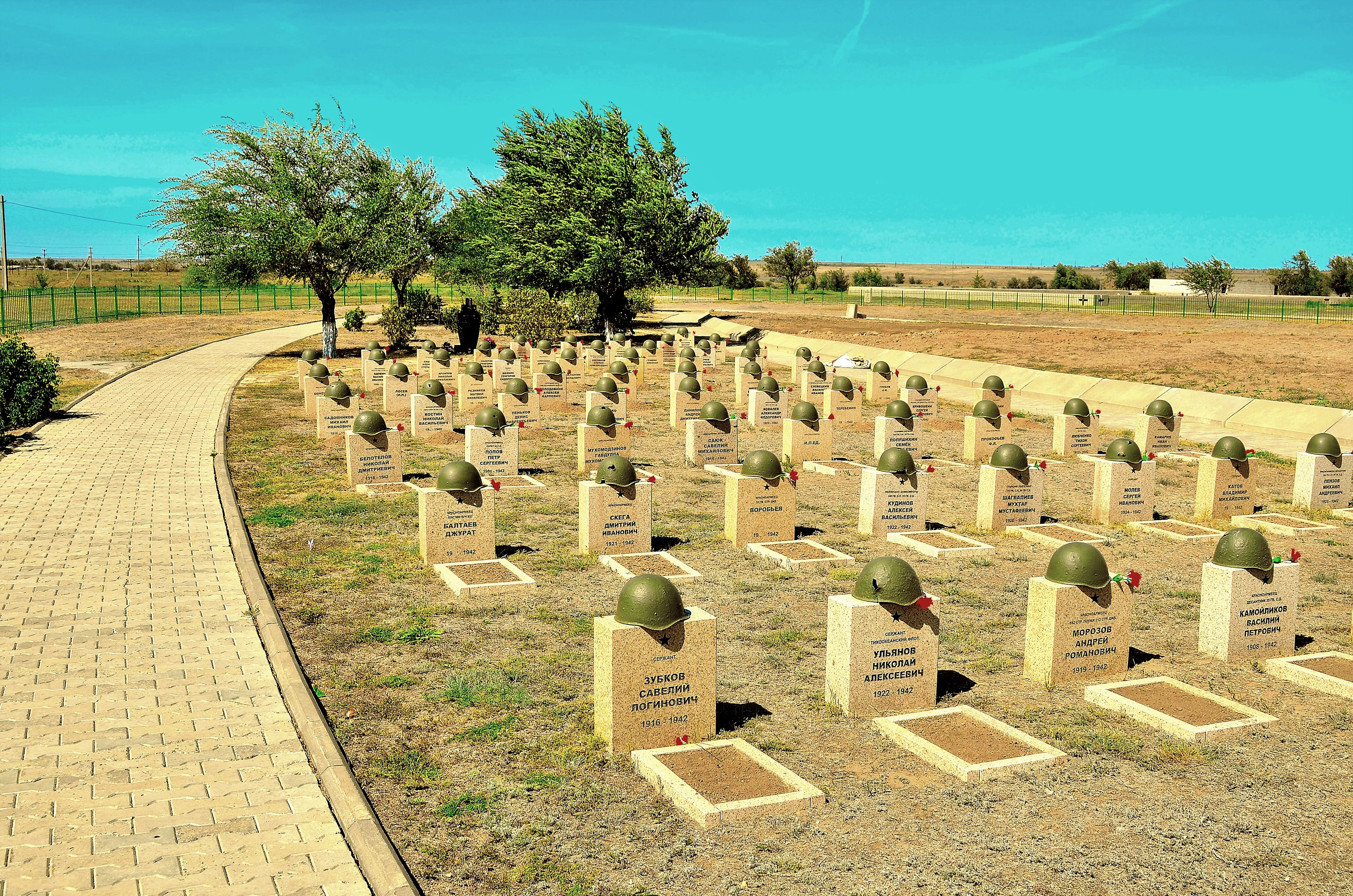
Кладбище Примирения Россошки, советская часть, Волгоградская область

В 1990-е годы Ассоциацией «Военные мемориалы» был подготовлен и выпущен ряд изданий, ставших первой попыткой методического обеспечения поисковых работ и связывания их с другими направлениями военно-мемориальной деятельности.
Например, начиная с 1988 года, поисковые работы на месте бывшего плацдарма Красная Горка в Юхновском районе Калужской области проводятся Историко-архивным поисковым центром «Судьба». Останки советских военнослужащих, обнаруженные поисковиками, с почестями были захоронены на созданном ими же воинском мемориальном кладбище «Большое Устье». Имена павших — более 1600, которые были установлены и уточнены по архивным документам, сохранены на мемориальных плитах. Удалось найти родственников значительной части похороненных.

### За пределами бывшего СССР
Согласно Женевским конвенциям от 12 августа 1949 года о защите жертв войны и Дополнительным протоколам к ним, сохранность и содержание иностранных воинских захоронений должны определяться межправительственными соглашениями о статусе мест погребения погибших военнослужащих. Эти нормативные документы международного гуманитарного права были официально признаны Российской Федерацией в качестве правопреемника СССР и имеют обязательный характер в системе российского законодательства. С 1991 года межправительственные соглашения были заключены Правительством РФ с правительствами 11 государств Европы и Азии. С целью их реализации в 1991 года в Москве была создана некоммерческая гуманитарная организация Ассоциация международного военно-мемориального сотрудничества «Военные мемориалы». С 1995 года организация стала уполномоченной Правительством РФ на реализацию подобных межправительственных соглашений. Все соглашения предусматривают меры, направленные на поиск, учёт и содержание иностранных воинских захоронений и безвозмездное предоставление под них земельных участков. 16 декабря 1992 года было подписано соглашение «Об уходе за военными могилами в Российской Федерации и Федеративной Республике Германии». Согласно этому акту, уход и содержание российских (советских) воинских захоронений в Германии, а также уход, содержание и обустройство немецких воинских кладбищ в России финансируется немецкой стороной. Партнером Ассоциации «Военные мемориалы» по данным вопросам с германской стороны стала организация Народный союз Германии по уходу за военными захоронениями, созданная еще в 1919 году. Правительство России, не неся затрат, представляет возможность Правительству ФРГ создавать на российской территории компактные захоронения погибших в ходе войны немцев.
На территории Германии находятся 3 600 советских воинских захоронений, где покоятся около 760 тысяч советских граждан.
На уход за военными могилами федеральным правительством Германии ежегодно выделяется около 25 млн евро, из чего 1 млн евро направляется на финансирование работ по уходу за крупнейшими советскими мемориалами, нахядищимися в берлинском Трептов-парке и в берлинских районах Тиргартен и Панков. Представители органов власти и общественных организаций России, Украины и Белоруссии, по приглашению Народного союза ежегодно посещают Берлин в составе делегаций с целью участия в мероприятиях Дня всенародной скорби.
В начале 2008 году была завершена оцифровка и электронная записи сведений на 900 тысяч советских военнопленных, на основе чего в Германии устанавливают могилы умерших. Эти данные имеются на сайте Министерства обороны РФ. Работу по установлению судеб и мест захоронений погибших (умерших в плену) советских военнослужащих в Германии осуществляет Управление Минобороны РФ по увековечению памяти погибших при защите Отечества при тесном взаимодействии с Народным Союзом и местными органами власти Германии.
Проводится работа по установлению советских военнопленных, умерших в немецком плену, которая была начата группой российских и немецких специалистов в середине 1990-х годов. С 1999 году началась реализация исследовательского проекта, с немецкой стороны осуществляемая под руководством объединения «Саксонские мемориалы» при сотрудничестве с землями Нижняя Саксония и Северный Рейн-Вестфалия, а с российской стороны — Ассоциацией «Военные мемориалы» и Центральным архивом Министерства обороны РФ. В результате этой деятельности в 2001—2002 годах Ассоциации «Военные мемориалы» удалось обработать трофейную картотеку на 57 тысяч советских офицеров, которые умерли в немецком плену. На основе этих материалов были установлены данные 685 советских офицеров, в отношении которых документально доказан факт захороненения в Хаммельбурге.
В 2002 году в Германии, в городе Кассель, впервые была выпущена мемориальная «Книга Памяти» о советских военнопленных, умерших и похороненных в лагере военнопленных Хаммельбург, основную часть которой составляют краткие биографические сведения почти 700 погибших офицеров. Весной 2002 года в Германии первый экземпляр был торжественно вручён бывшим президентом Народного союза К.-В. Ланге торжественно президенту России Владимиру Путину. В апреле 2004 году в Москве прошла презентация второй книги по данной теме — «Во имя живых помнить о погибших», в которой говорится о проекте по установлению судеб советских офицеров, а также о начале работы с персональными карточками военнопленных — солдат и сержантов. В апреле 2005 году в Дрездене была презентована третья книга — с именами советских военнопленных, похороненных на кладбище Цайтхайн под Дрезденом. Другим мемориальным изданием стала Книга Памяти «Захоронения советских граждан на территории Вольной земли Саксония», подготовленная объединением «Саксонские мемориалы» и Народным союзом в рамках международного проекта «Советские и немецкие военнопленные и интернированные. Изучение вопросов Второй мировой войны и послевоенного периода».
Ведутся работы с ветеранами войны и с молодежью. Народным союзом организуются и финансируются проведения международных встреч ветеранов, организуются международные молодежные лагеря, волонтёрнская работа молодёжи из России, Германии и других стран по уходу за военными могилами. В 2007 году впервые были проведены совместные трудовые акции российских и немецких солдат, работавших на российских и немецких военных кладбищах в Ленинградской области и в Берлине. В 2008 году аналогичное мероприятие было проведено на Кавказе, в 2009 году — в Ржеве и Курской области, в 2010 году — в Ленинградской области и в земле Бранденбург. Восстановление и обеспечение сохранности военных захоронений позволяет семьям из Европы посещать могилы своих родственников, что должно способствовать улучшению взаимоотношений между народами, принимавшими участие во Второй мировой войне; это, в свою очередь, должно послужить гарантией сохранения советских воинских захоронений в Европе.
Во многих европейских странах происходит изменение исторической памяти о миссии Красной армии в Европе. Вандализм по отношению к памятникам и местам захоронений советских военнослужащих перестал вызывать недовольство. С уходом живых свидетелей войны и ростом негативного отношения к России в мире отношение к событиям Второй мировой войны и местам захоронения красноармейцев также изменяется. В ряде европейских стран имели место нарушениями существующих норм и правил эксгумации при перезахоронении останков советских военнослужащих. Ряд захоронений советских военнослужащих в результате перезахоронений были ликвидированы. Так, 8 сентября 2017 году по решению польских властей был снесён Мавзолей в городе Тшчанка, вопреки протесту российских официальных ведомств — Министерства обороны и Министерства иностранных дел, письмам родственников местным властям.
По состоянию на 2018 год на территории Австрии известно 226 захоронений красноармейцев, военнопленных и гражданских лиц, угнанных на принудительные работы советских граждан, расположенных в 206 населённых пунктах во всех федеральных землях этого государства. Большинство захоронений — 143 — составляют братские могилы, в числе остальных — как братские, так индивидуальные могилы. Кроме того, найдены 17 новых захоронений, где вместе с гражданами других стран покоятся и советские люди. В ряде случае в разные годы останки бойцов перезахоранивались в других населенных пунктах на более крупных кладбищах. В Австрии имеется более 300 советских воинских захоронений и памятных мест, которые связаны с историей Второй мировой войны. Согласно государственному договору Австрии и стран-союзников антигитлеровской коалиции — СССР, США, Великобритании и Франции — Австрия обязуется уважать, охранять и поддерживать на своей территории могилы и памятники военнослужащих, военнопленных государств, воевавших с нацистской Германией.